# Nurikabe

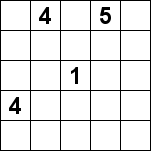
Egy 5×5-ös Nurikabe feladvány

A nurikabe (japánul ぬりかべ) néven ismert, a Nikolinak tulajdonított feladvány a hitorihoz hasonlóan egy bináris, színezéses feladvány. (A nurikabe a japán folklórban egy láthatatlan fal, ami lezárja az utakat és elátkozott helyekre vezet.) Gyakran találkozhatunk vele Islands in the Stream vagy Cell Structure néven is.

## Története

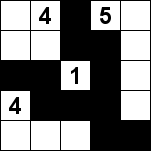
A fenti feladvány megoldása

A feladvány először 1991 márciusában jelent meg, a Nikoli 33. számában. Azonnal szenzáció lett, és a magazin 38. számától napjainkig minden kiadásban megtalálható.
2005 óta hét könyv jelent meg a nurikabé-ról, a Nikoli kiadásában. Ma már a világ majdnem minden országában ismert.

## Szabályai
A játék célja egyes mezők beszínezése, a következő szabályok betartásával:
- A fehéren maradt területek egymással legfeljebb sarkukkal érintkező poliominókat (a továbbiakban szigeteket), alkossanak, ezek annyi mezőből álljanak, mint a bennük található (egyetlen) szám.
- A beszínezett négyzetek ugyancsak folyamatos területet („falat”) alkossanak, melyben nem lehet 2×2-es vagy annál nagyobb négyzet.

## Megfejtési technikák
A hitorihoz hasonlóan itt is ajánlatos megjelölni a biztosan fehéren maradó cellákat. Ezzel az eljárással a következő technikák alkalmazhatóak:

### Alap technika
- Ha egy mező értéke 1, a vele oldalszomszédosan érintkező mezőket színezzük be.
- Ha megtaláltunk egy szigetet, színezzük be a vele oldalszomszédosan érintkező mezőket. Ezek már biztosan feketék lesznek.
- Ha egy N számot tartalmazó mezővel egy N-1 db mezőt tartalmazó (fehér) poliominó érintkezik, találtunk egy szigetet. Ennek megfelelően tegyük az előző pontban leírtakat.
- Mivel két sziget legfeljebb sarkosan érintkezhet, ha két szám között csak egy mező van, az biztos fekete lesz. Jelöljük be.
- A fekete területnek összefüggőnek kell lennie, így, ha két fekete csoportot csak egyféleképpen köthetünk össze, a köztük lévő útnak egyöntetűen feketének kell lennie.
- Ha egy 2×2-es négyzetben három fekete cella van, a negyedik csak fehér lehet. Jelöljük be.
- Ha egy cella egyetlen szigetnek sem lehet része, az értelemszerűen fekete lesz.

### Mesterfogások
- Ha egy 2×2-es négyzet két fekete és két ismeretlen cellát tartalmaz, ezek közül legalább az egyiknek fehérnek kell lennie. Ha az egyik ilyen ismeretlen cella csak a másikon keresztül csatlakozhat egy számot tartalmazó cellához, akkor a "közvetítő" cellának fehérnek, a másiknak feketének kell lennie.
- Ha egy N mezőt tartalmazó szigetnek már N-1 mezőjét meghatároztuk, és csak két további cella közül csatolhatunk egyet a szigethez, és ezek a mezők sarkosan érintkeznek, a köztük lévő mezőnek feketének kell lennie.

## Lásd még
- Szúdoku
- Kakuro
- Hasi vo kakero
- Hejavake
- Hitori
- Tents
- Nonogram

## Külső hivatkozások
- web Nikoli Archiválva 2013. augusztus 11-i dátummal a Wayback Machine-ben – A Nikoli hivatalos honlapja
- Nurikabe [janko.at]
- Logic Games Online – Nurikabe
- BrainBrashers: Daily Nurikabe
- Puzzle of the Month -2007 Summer: Nurikabe[halott link]